# Tammy Lynn Sytch
Tamara Lynn Sytch (7 de dezembro de 1972) é uma lendária lutadora de wrestling estadunidense. É melhor conhecida pela sua passagem na World Wrestling Federation com o ring name Sunny, na década de 1990. Se tornou uma das primeiras divas da WWE. Também trabalhou na Extreme Championship Wrestling, World Championship Wrestling e Ring of Honor.